# Лакович, Эльвир
Эльвир Лакович (босн. Elvir Laković), известный также как Лака (босн. Laka, родился 15 марта 1969 в Горажде) — боснийский рок-музыкант и композитор.
Окончил музыкальную школу по классу гитары. Свою первую песню — «Malo sam se razočar’o» Эльвир записал в 1998. Композиция имела определённый успех, а после записи музыкантом ещё нескольких композиций, таких как «Vještica», «Mor’o» и «Piškila» певец становится очень популярным в Боснии. В 2003 песня «Mor’o» становится лучшей рок-композицией года (по версии «Davorin Music Award»).
В 2004 Эльвир Лакович переезжает в Нью-Йорк, где он безуспешно пытается создать свою рок-группу. Вернувшись на родину в 2007 записывает свой первый сольный альбом «Zec». Альбом был издан в Хорватии на лейбле «Menart record».
В 2008 Лака вместе со своей младшей сестрой Мирелой представлял Боснию и Герцеговину на конкурсе песни Евровидение 2008 с песней «Pokušaj». В финале конкурса эта песня заняла десятое место. В следующем году Лака оглашал результаты голосования своей страны на Евровидении 2009.